# Sportclub Cham 2018-2019
Questa voce raccoglie le informazioni riguardanti lo Sportclub Cham nelle competizioni ufficiali della stagione 2018-2019.

## Stagione
Nella stagione 2018-2019 il Cham, allenato da Jörg Portmann, concluse il campionato di Promotion League al 4º posto. In Coppa Svizzera il Cham fu eliminato al secondo turno dal Red Star Zurigo.

## Rosa
| N. |                       | Ruolo | Calciatore           |
| -- | --------------------- | ----- | -------------------- |
| 1  | Svizzera (bandiera)   | P     | Samuel Blättler      |
| 3  | Svizzera (bandiera)   | D     | Fabio Niederhauser   |
| 6  | Portogallo (bandiera) | D     | Guilherme Fioravanti |
| 7  | Austria (bandiera)    | C     | Rafhinha             |
| 8  | Italia (bandiera)     | C     | Davide Giampà        |
| 9  | Svizzera (bandiera)   | C     | Roman Herger         |
| 11 | Svizzera (bandiera)   | D     | Leond Kqira          |
| 14 | Svizzera (bandiera)   | C     | Jan Loosli           |
| 15 | Svizzera (bandiera)   | D     | Lucas Thöni          |
| 16 | Svizzera (bandiera)   | P     | Marco Peterhans      |
| 17 | Svizzera (bandiera)   | D     | Mauro Bender         |
| 19 | Svizzera (bandiera)   | D     | Devin Manco          |
| 19 | Svizzera (bandiera)   | A     | Abdurani Morceli     |

| N. |                     | Ruolo | Calciatore          |
| -- | ------------------- | ----- | ------------------- |
| 20 | Svizzera (bandiera) | C     | Jessy Nimi          |
| 21 | Svizzera (bandiera) | C     | Rafael Muff         |
| 22 | Svizzera (bandiera) | C     | Sandro Foschini     |
| 23 | Svizzera (bandiera) | C     | Cyrill Gasser       |
| 26 | Svizzera (bandiera) | A     | Thimo Laisa         |
| 27 | Svizzera (bandiera) | D     | Esat Balaj          |
| 30 | Svizzera (bandiera) | D     | Kevin Röthlisberger |
| 30 | Svizzera (bandiera) | A     | Célien Wicht        |
| 31 | Svizzera (bandiera) | D     | Danijel Stefanovic  |
| 77 | Svizzera (bandiera) | C     | Cristian Miani      |
|    | Svizzera (bandiera) | P     | Jan Studerus        |
|    | Svizzera (bandiera) | D     | Dalibor Stojanov    |
|    | Svizzera (bandiera) | C     | Daniele Romano      |

## Organigramma societario
Area tecnica
- Allenatore: Jörg Portmann
- Allenatore in seconda:
- Preparatore dei portieri: Marco Trangoni
- Preparatori atletici:

## Calciomercato

### Sessione estiva
| Acquisti | Acquisti | Acquisti | Acquisti |
| R.       | Nome     | da       | Modalità |
| -------- | -------- | -------- | -------- |

| Cessioni | Cessioni | Cessioni | Cessioni |
| R.       | Nome     | a        | Modalità |
| -------- | -------- | -------- | -------- |

### Sessione invernale
| Acquisti | Acquisti | Acquisti | Acquisti |
| R.       | Nome     | da       | Modalità |
| -------- | -------- | -------- | -------- |

| Cessioni | Cessioni | Cessioni | Cessioni |
| R.       | Nome     | a        | Modalità |
| -------- | -------- | -------- | -------- |

## Risultati

### Promotion League
| Arbitro: | Ghisletta |

|            |           |                         |
| Pozder 16’ | Marcatori | 38’ Rafhinha 55’ Müller |

| Arbitro: | Rothenfluh |

|                                         |           |                                     |
| Gasser 4’ Herger 24’, 82’ Schiavano 90’ | Marcatori | 15’ Ribeiro 71’ Murina 76’ Christen |

| Arbitro: | Horisberger |

|                                           |           |                       |
| Eberle 18’, 62’ Abegglen 22’ Scherrer 81’ | Marcatori | 44’ Foschini 86’ Gaye |

| Cham 29 agosto 2018, ore 19:30 CEST 4ª giornata | Cham  | 0 – 0 referto | Bellinzona | Stadio Eizmoos (450 spett.)\| Arbitro: \| Borra \| |
| Arbitro:                                        | Borra |               |            |                                                    |

| Arbitro: | Dégallier |

|           |           |                       |
| Costa 23’ | Marcatori | 24’ Herger 90’ Gasser |

| Arbitro: | von Mandach |

|  |           |                                     |
|  | Marcatori | 33’ Zeneli 60’ Ciarrocchi 90’ Pacar |

| Arbitro: | Schärli |

|            |           |                                      |
| Seferi 42’ | Marcatori | 11’, 54’ Herger 13’, 79’ Jakovljević |

| Arbitro: | Bosnic |

|                                                                 |           |  |
| Herger 19’, 61’ Rafhinha 56’ Giampà 72’ Schiavano 76’ Wicht 86’ | Marcatori |  |

| Arbitro: | Hänggi |

|  |           |            |
|  | Marcatori | 29’ Müller |

| Arbitro: | Odiet |

|                     |           |                                        |
| Foschini 56’ (rig.) | Marcatori | 22’, 57’ Alvarez 42’ Pimenta 90’ Ifaso |

| Arbitro: | Gianforte |

|                     |           |  |
| Philippe 78’ (rig.) | Marcatori |  |

| Arbitro: | Schärli |

|           |           |  |
| Müller 7’ | Marcatori |  |

| Arbitro: | von Mandach |

|                           |           |                         |
| Gubinelli 67’ Bislimi 87’ | Marcatori | 15’ Loosli 53’ Rafhinha |

| Arbitro: | Ljatifi |

|            |           |                                           |
| Müller 75’ | Marcatori | 7’ Lahiouel 12’ (rig.), 82’, 90’ Makshana |

| Arbitro: | Horisberger |

|                  |           |                           |
| Zumberi 41’, 60’ | Marcatori | 26’ Jakovljević 37’ Wicht |

| Arbitro: | Rosset |

|  |           |           |
|  | Marcatori | 34’ Átila |

| Arbitro: | Odiet |

|            |           |           |
| Murina 23’ | Marcatori | 5’ Giampà |

| Arbitro: | Borra |

|                   |           |  |
| Röthlisberger 90’ | Marcatori |  |

| Arbitro: | Ljatifi |

|                                     |           |           |
| Facchinetti 41’ Stojanov 51’ (rig.) | Marcatori | 37’ Balaj |

| Arbitro: | Hänggi |

|            |           |  |
| Gasser 88’ | Marcatori |  |

| Arbitro: | Carrard |

|                             |           |           |
| Lusuena 4’ Fargues 22’, 58’ | Marcatori | 62’ Wicht |

| Cham 30 marzo 2019, ore 16:00 CET 22ª giornata | Cham      | 0 – 0 referto | Wohlen | Stadio Eizmoos (480 spett.)\| Arbitro: \| Gianforte \| |
| Arbitro:                                       | Gianforte |               |        |                                                        |

| Arbitro: | Ovcharov |

|  |           |                                |
|  | Marcatori | 23’ Giampà 54’ Wicht 70’ Miani |

| Arbitro: | Rosset |

|                      |           |                       |
| Giampà 47’ Wicht 56’ | Marcatori | 64’ Boillat 76’ Adjei |

| Arbitro: | Gianforte |

|                              |           |                               |
| Pimenta 29’, 54’ Alvarez 43’ | Marcatori | 32’ Nimi 44’ Giampà 81’ Laisa |

| Arbitro: | Thies |

|                     |           |  |
| Wicht 50’ Miani 90’ | Marcatori |  |

| Arbitro: | Staubli |

|  |           |          |
|  | Marcatori | 81’ Nimi |

| Arbitro: | Odiet |

|                                                                |           |  |
| Miani 12’, 43’ Nimi 20’ Röthlisberger 38’ Dimitriou 87’ (aut.) | Marcatori |  |

| Arbitro: | Grundbacher |

|                   |           |                 |
| Geiser 65’ (rig.) | Marcatori | 16’, 78’ Giampà |

| Arbitro: | Gianforte |

|           |           |               |
| Balaj 24’ | Marcatori | 32’ Guenouche |

### Coppa Svizzera
| Arbitro: | Rosset |

|              |           |                                                                  |
| Moussilou 9’ | Marcatori | 19’, 74’ Giampà 31’ Herger 67’ Gasser 87’ Rafhinha 90’ Schiavano |

| Arbitro: | Schärli |

|           |           |  |
| Gashi 16’ | Marcatori |  |

## Statistiche

### Statistiche di squadra
| Competizione     | Punti | In casa | In casa | In casa | In casa | In casa | In casa | In trasferta | In trasferta | In trasferta | In trasferta | In trasferta | In trasferta | Totale | Totale | Totale | Totale | Totale | Totale | DR  |
| Competizione     | Punti | G       | V       | N       | P       | Gf      | Gs      | G            | V            | N            | P            | Gf           | Gs           | G      | V      | N      | P      | Gf     | Gs     | DR  |
| ---------------- | ----- | ------- | ------- | ------- | ------- | ------- | ------- | ------------ | ------------ | ------------ | ------------ | ------------ | ------------ | ------ | ------ | ------ | ------ | ------ | ------ | --- |
| Promotion League | 50    | 15      | 7       | 4       | 4       | 25      | 18      | 15           | 7            | 4            | 4            | 27           | 22           | 30     | 14     | 8      | 8      | 52     | 40     | +12 |
| Coppa Svizzera   | -     | 0       | 0       | 0       | 0       | 0       | 0       | 2            | 1            | 0            | 1            | 6            | 2            | 2      | 1      | 0      | 1      | 6      | 2      | +4  |
| Totale           | 50    | 15      | 7       | 4       | 4       | 25      | 18      | 17           | 8            | 4            | 5            | 33           | 24           | 32     | 15     | 8      | 9      | 58     | 42     | +16 |

### Andamento in campionato
| Giornata  | 1 | 2 | 3 | 4 | 5 | 6 | 7 | 8 | 9 | 10 | 11 | 12 | 13 | 14 | 15 | 16 | 17 | 18 | 19 | 20 | 21 | 22 | 23 | 24 | 25 | 26 | 27 | 28 | 29 | 30 |
| --------- | - | - | - | - | - | - | - | - | - | -- | -- | -- | -- | -- | -- | -- | -- | -- | -- | -- | -- | -- | -- | -- | -- | -- | -- | -- | -- | -- |
| Luogo     | T | C | T | C | T | C | T | C | T | C  | T  | C  | T  | C  | T  | C  | T  | C  | T  | C  | T  | C  | T  | C  | T  | C  | T  | C  | T  | C  |
| Risultato | V | V | P | N | V | P | V | V | V | P  | P  | V  | N  | P  | N  | P  | N  | V  | P  | V  | P  | N  | V  | N  | N  | V  | V  | V  | V  | N  |
| Posizione | 5 | 4 | 5 | 6 | 4 | 7 | 5 | 3 | 3 | 3  | 5  | 5  | 4  | 7  | 6  | 6  | 7  | 5  | 7  | 6  | 8  | 8  | 6  | 6  | 7  | 5  | 4  | 4  | 4  | 4  |

Legenda:

Luogo: C = Casa; T = Trasferta. Risultato: V = Vittoria; N = Pareggio; P = Sconfitta.

### Statistiche dei giocatori
| Giocatore        | Promotion League | Promotion League | Promotion League | Promotion League | Coppa Svizzera | Coppa Svizzera | Coppa Svizzera | Coppa Svizzera | Totale   | Totale | Totale      | Totale     |
| Giocatore        | Presenze         | Reti             | Ammonizioni      | Espulsioni       | Presenze       | Reti           | Ammonizioni    | Espulsioni     | Presenze | Reti   | Ammonizioni | Espulsioni |
| ---------------- | ---------------- | ---------------- | ---------------- | ---------------- | -------------- | -------------- | -------------- | -------------- | -------- | ------ | ----------- | ---------- |
| E. Balaj         | 22               | 2                | 3                | 0                | 1              | 0              | 0              | 0              | 23       | 2      | 3           | 0          |
| M. Bender        | 25               | 0                | 4                | 0                | 1              | 0              | 0              | 0              | 26       | 0      | 4           | 0          |
| S. Blättler      | 8                | 0                | 0                | 0                | 2              | 0              | 0              | 0              | 10       | 0      | 0           | 0          |
| G. Fioravanti    | 13               | 0                | 1                | 0                | 2              | 0              | 2              | 0              | 15       | 0      | 3           | 0          |
| S. Foschini      | 28               | 2                | 6                | 0                | 2              | 0              | 1              | 0              | 30       | 2      | 7           | 0          |
| C. Gasser        | 24               | 3                | 4                | 0                | 1              | 1              | 0              | 0              | 25       | 4      | 4           | 0          |
| O. Gaye          | 5                | 1                | 0                | 0                | 0              | 0              | 0              | 0              | 5        | 1      | 0           | 0          |
| D. Giampà        | 26               | 7                | 5                | 1                | 2              | 2              | 1              | 0              | 28       | 9      | 6           | 1          |
| R. Herger        | 17               | 7                | 3                | 0                | 2              | 1              | 0              | 0              | 19       | 8      | 3           | 0          |
| D. Jakovljević   | 17               | 3                | 1                | 0                | 2              | 0              | 0              | 0              | 19       | 3      | 1           | 0          |
| L. Kqira         | 3                | 0                | 0                | 0                | 0              | 0              | 0              | 0              | 3        | 0      | 0           | 0          |
| T. Laisa         | 10               | 1                | 2                | 0                | 0              | 0              | 0              | 0              | 10       | 1      | 2           | 0          |
| J. Loosli        | 20               | 1                | 2                | 0                | 2              | 0              | 0              | 0              | 22       | 1      | 2           | 0          |
| D. Manco         | 0                | 0                | 0                | 0                | 0              | 0              | 0              | 0              | 0        | 0      | 0           | 0          |
| C. Miani         | 12               | 4                | 2                | 0                | 0              | 0              | 0              | 0              | 12       | 4      | 2           | 0          |
| A. Morceli       | 0                | 0                | 0                | 0                | 0              | 0              | 0              | 0              | 0        | 0      | 0           | 0          |
| R. Muff          | 7                | 0                | 0                | 0                | 0              | 0              | 0              | 0              | 7        | 0      | 0           | 0          |
| F. Müller        | 15               | 4                | 2                | 0                | 0              | 0              | 0              | 0              | 15       | 4      | 2           | 0          |
| F. Niederhauser  | 25               | 0                | 4                | 0                | 2              | 0              | 0              | 0              | 27       | 0      | 4           | 0          |
| J. Nimi          | 22               | 3                | 3                | 0                | 2              | 0              | 0              | 0              | 24       | 3      | 3           | 0          |
| M. Peterhans     | 22               | 0                | 2                | 0                | 0              | 0              | 0              | 0              | 22       | 0      | 2           | 0          |
| R. Rafhinha      | 22               | 3                | 1                | 0                | 2              | 1              | 0              | 0              | 24       | 4      | 1           | 0          |
| D. Romano        | 2                | 0                | 1                | 0                | 0              | 0              | 0              | 0              | 2        | 0      | 1           | 0          |
| K. Röthlisberger | 13               | 2                | 2                | 0                | 0              | 0              | 0              | 0              | 13       | 2      | 2           | 0          |
| T. Schiavano     | 15               | 2                | 0                | 1                | 2              | 1              | 1              | 0              | 17       | 3      | 1           | 1          |
| D. Stefanovic    | 26               | 0                | 5                | 0                | 1              | 0              | 0              | 0              | 27       | 0      | 5           | 0          |
| D. Stojanov      | 0                | 0                | 0                | 0                | 0              | 0              | 0              | 0              | 0        | 0      | 0           | 0          |
| J. Studerus      | 0                | 0                | 0                | 0                | 0              | 0              | 0              | 0              | 0        | 0      | 0           | 0          |
| L. Thöni         | 14               | 0                | 1                | 0                | 0              | 0              | 0              | 0              | 14       | 0      | 1           | 0          |
| C. Wicht         | 28               | 6                | 3                | 0                | 2              | 0              | 0              | 0              | 30       | 6      | 3           | 0          |